# Paläomagnetismus

Muster der mit wechselnder Polarität magnetisierten ozeanischen Kruste. a) vor 5 Mio. Jahren, b) vor 2–3 Mio. Jahren, c) heute

Paläomagnetismus (umgangssprachlich auch fossiler Magnetismus) ist die Erhaltung verschiedener Charakteristika des Erdmagnetfeldes in Gesteinen zum Zeitpunkt ihrer Ablagerung oder Bildung. Die Messung des remanenten Magnetismus an Gesteinen ist ein wichtiges geophysikalisches Hilfsmittel und eine Forschungsrichtung der historischen Geologie. Da sich sowohl das Erdmagnetfeld in erdgeschichtlichen Zeiträumen immer wieder ändert (Polsprung), als auch die Kontinentalplatten, auf denen die Gesteine entstanden, ihre Position im Erdmagnetfeld infolge der Kontinentaldrift ständig ändern, können die in Gesteinen überlieferten magnetischen Orientierungen Aufschluss über Zeit und Ort der Gesteinsbildung bzw. -ablagerung geben.
Die Ergebnisse paläomagnetischer Analysen verifizierten im Verein mit Resultaten anderer geologischer und geophysikalischer Untersuchungen in den 1960er Jahren die Theorie der Kontinentaldrift Alfred Wegeners (Plattentektonik) und später die darauf aufbauende Theorie des Wilson-Zyklus (Superkontinent-Zyklen).

## Ursachen der Gesteinsmagnetisierung
Remanente Magnetisierung nach dem Erdmagnetfeld findet sich bei allen drei Gesteinsklassen. Bei Magmatiten, z. B. Basalten, entsteht sie während des Abkühlungsvorganges und wird daher thermisch remanente Magnetisierung genannt. Bei Unterschreiten der sogenannten Curie-Temperatur richten sich die Partikel aus ferromagnetischen Mineralen in Richtung des gerade herrschenden Erdmagnetfeldes aus und behalten diese Ausrichtung im Wesentlichen bei.
Auch Sedimentgesteine können remanent magnetisiert werden. Ferromagnetische Mineralpartikel, wie z. B. Magnetit, die im Sediment enthalten sind, richten sich nach oder noch während der Einbettung nach dem gerade herrschenden Erdmagnetfeld aus. Durch Verdichtung und Zementation des Sediments zu einem Gestein während der Diagenese, wird diese Ausrichtung fixiert. Dieser Mechanismus wird Detritus- oder Sedimentationsremanenz genannt.
In beiden Fällen werden verschiedene Charakteristika des Magnetfelds der Erde (Feldvektoren, Feldstärke) zur Zeit der Gesteinsbildung konserviert. Falls das Gestein danach nicht einer stärkeren Metamorphose unterlegen war oder gar wieder aufgeschmolzen wurde (Erwärmung über die Curie-Temperatur), können diese Charakteristika des Paläomagnetfeldes mit geeigneten Methoden heute „ausgelesen“ werden.
Während die Magnetisierung magmatischer Gesteine stärker ist und weniger leicht zerstört werden kann als die von Sedimenten, liefert sie Paläomagnetfelddaten meist nur für einige wenige, aber gut absolut zu datierende Zeitpunkte, denn magmatische Gesteine werden nur in ganz bestimmten Entwicklungsphasen eines Abschnittes der Erdkruste gebildet. Hingegen erfolgt die Bildung von Sedimenten, speziell in den tieferen Bereichen eines Meeresbeckens, über einen weit längeren Zeitraum hinweg nahezu kontinuierlich, sodass das lokale Feld fortwährend aufgezeichnet wird. Jedoch kann die Datierung von Sedimentgesteinen nur relativ, z. B. mit Hilfe von Fossilien erfolgen. Große vulkanische Eruptionen, deren Ascheablagerungen als Schichten in Sedimenten eines Krustenabschnittes identifiziert werden können, erlauben genauen zeitliche Bezüge (Korrelationen) zwischen beiden Arten von Datensätzen, d. h., zwischen der Magnetisierung eines zu einem bestimmten Ausbruch gehörenden Lava- und Lapilligesteins und den Paläomagnetfelddaten der Sedimente, in denen die entsprechenden Ascheablagerungen vorkommen.

## Anwendungen in der Wissenschaft
Mit Messungen der remanenten Magnetisierung kann die Richtung zum magnetischen Nordpol, und durch Messung der Stärke der Magnetisierung der Kristalle die geographische Breite bestimmt werden. Die frühere geographische Länge ist nicht messbar. Mit diesen Messungen ist demnach eine eventuelle Wanderung der Kontinentalplatte, auf dem das Gestein sich bildete, zwischen Nord- und Südpol bestimmbar oder ihre Drehung. Die Wanderung in Ost-West-Richtung kann paläomagnetisch nicht gemessen werden. Die sich durch die Messungen ergebende scheinbare Positionsänderung der geomagnetischen Pole (Polwanderung) kann zur Konstruktion von Polwanderkurven genutzt werden (engl. Apparent Polar Wander Path, APWP). Sie beschreiben die Bewegung eines Kontinents im Laufe der Erdgeschichte.
Ein zweiter Anwendungsbereich ist die Magnetostratigraphie, bei der die Abfolge von normaler, also mit der heutigen Richtung des Erdmagnetfeldes übereinstimmender, und inverser Magnetisierung zur zeitlichen Einordnung von Gesteinen genutzt wird.